# Rotterdam-Zuid
Rotterdam-Zuid umfasst den Teil von Rotterdam, der auf der südlichen Seite der Nieuwe Maas liegt. Zu Rotterdam-Zuid zählen folgende Stadtbezirke:
- Charlois: Carnisse, Heijplaat, Oud-Charlois, Pendrecht, Tarwewijk, Wielewaal, Zuidwijk
- Feijenoord: Afrikaanderwijk, Bloemhof, Feijenoord, Hillesluis, Katendrecht, Noordereiland, Vreewijk, Kop van Zuid
- Hoogvliet: Boomgaardshoek, Meeuwenplaat, Middengebied, Nieuw Engeland, Oudeland, Tussenwater, Westpunt, Zalmplaat
- IJsselmonde: Beverwaard, De Veranda, Groenenhagen-Tuinenhoven, Hordijkerveld, Kreekhuizen, Lombardijen, Oud-IJsselmonde, Reyeroord, Sportdorp, Zomerland
- Pernis

Ursprünglich wurden die Stadtteile nur durch Brücken via Noordereiland verbunden. Ansonsten war man auf Fährschiffe angewiesen.
Im Jahr 1942 wurde der Maastunnel eröffnet und 1965 die Van Brienenoordbrug. 1981 wurde die alte Willemsbrug renoviert und 1996 die Erasmusbrug fertiggestellt.